# Affaire de Vathaire
L'affaire de Vathaire est une affaire politico-financière française des années 1970, pendant le septennat de Valéry Giscard d'Estaing.

## Historique
En 1976, Hervé de Vathaire, directeur financier particulier de Marcel Dassault, vient de perdre sa femme Chantal le 19 avril, qui s'est suicidée, malade d'un cancer ; il en est désespéré et fréquente les bars de nuit.
Il rencontre Jean Kay, écrivain, aventurier, mercenaire et membre du groupe néofasciste Paladin group,  par l'intermédiaire de deux femmes, Bernadette Roels, 36 ans, ex-prostituée, et son amie la compagne de Kay, Danielle Marquet, dont il fait la connaissance dans un bar. Il est séduit par l'aventurier et par les deux femmes. Vathaire leur apprend qu'il détient un dossier fiscal compromettant contre son patron. Il décide, sous l'impulsion et la complicité de Jean Kay, de faire chanter Marcel Dassault.
En juin 1976, tous deux vont auparavant faire un voyage à Miami, en Floride, aux États-Unis ; selon certaines sources, il s'agissait soit de vacances, soit d'une rencontre avec des exilés cubains.
Jean Kay subtilise le dossier du directeur financier et le fait chanter à son tour. Le 6 juillet 1976, Vathaire se rend à une succursale de BNP Paribas et retire 8 millions de francs (800 millions d'anciens francs, 1,2 million d'euros, 1,6 million de dollars de l'époque) du compte de Marcel Dassault, qu'il met dans deux gros sacs, puis il disparaît avec Jean Kay. Vathaire sera retrouvé, avec une partie de l'argent. Jean Kay restera introuvable. Le 27 août, 2 jours après la démission de Jacques Chirac (impliqué dans le dossier de Vathaire) de ses fonctions de Premier ministre (démission politique sans rapport avec cette affaire), la presse est au courant et l'affaire de Vathaire éclate au grand jour.
La destination de la somme disparue reste mystérieuse. Pour certains, elle aurait financé les Phalanges chrétiennes libanaises en pleine guerre civile ; pour d'autres, elle aurait financé deux cambriolages ayant pu servir à financer des réseaux internationaux d'extrême droite : le casse de Nice d'Albert Spaggiari (17-18 juillet 1976) et le casse de la Société générale de Paris (août 1976).
Faisant preuve d'une grande indulgence, Marcel Dassault, ne voulant retenir de cette affaire qu'un moment d'égarement de la part d'un collaborateur durement éprouvé, accorda son pardon et retira sa plainte.